# 학력고사
학력고사(學力考査)는 대학입학 학력고사(大學入學 學力考査)라고 불리는 교육제도로 1982학년도 대학입시부터 1993학년도 대학입시까지 고등학교 졸업자를 대상으로 대학에서 공부할 수 있는 능력이 있는지 알아보기 위한 시험이다. 현재의 대학수학능력시험과 유사한 시험이었으므로, 학력고사는 사실상 대학 입학을 위한 시험이었다.
대학입학학력고사는 4지선다형 지식암기형 문제가 너무 많다는 비판으로 인해 1994학년도부터는 대학수학능력시험으로 변경되었다.

## 구성
대학입학 학력고사는 필기시험 320점, 체력장 20점으로 구성되어 있었다.

### 1982~1986학년도
당시에는 문이과 외에 남자와 여자 사이에서도 응시과목이 달랐다.

### 1987~1992학년도
제4차 교육과정으로 진행되었다.
- 인문계

|      | 필수  | 필수  | 필수 | 필수      | 필수 | 필수     | 선택        | 선택        | 선택        | 선택     | 선택     | 선택     | 선택      | 선택              | 기타   |
| 과목 | 국어Ⅰ | 국어Ⅱ | 영어 | 수학ⅠˑⅡ-1 | 국사 | 국민윤리 | 사회ⅠˑⅡ     | 지리Ⅰ·Ⅱ     | 세계사      | 물리학Ⅰ  | 화학Ⅰ    | 생물Ⅰ    | 지구과학Ⅰ | 제2외국어 및 실업 | 체력장 |
| 배점 | 55    | 20    | 60   | 55        | 25   | 25       | 20+20 (택2) | 20+20 (택2) | 20+20 (택2) | 20 (택1) | 20 (택1) | 20 (택1) | 20 (택1)  | 20 (택1)          | 20     |

- 자연계

|      | 필수  | 필수 | 필수      | 필수 | 필수     | 선택     | 선택     | 선택     | 선택        | 선택        | 선택        | 선택        | 선택              | 기타   |
| 과목 | 국어Ⅰ | 영어 | 수학ⅠˑⅡ-2 | 국사 | 국민윤리 | 사회Ⅰ    | 지리Ⅰ    | 세계사   | 물리Ⅰ·Ⅱ     | 화학Ⅰ·Ⅱ     | 생물Ⅰ·Ⅱ     | 지구과학Ⅰ·Ⅱ | 제2외국어 및 실업 | 체력장 |
| 배점 | 55    | 60   | 75        | 25   | 25       | 20 (택1) | 20 (택1) | 20 (택1) | 20+20 (택2) | 20+20 (택2) | 20+20 (택2) | 20+20 (택2) | 20 (택1)          | 20     |

- 예체능계

|      | 필수  | 필수 | 필수      | 필수 | 필수     | 선택     | 선택     | 선택     | 선택     | 선택     | 선택     | 선택      | 선택     | 선택     | 선택     | 선택              | 기타   |
| 과목 | 국어Ⅰ | 영어 | 수학ⅠˑⅡ-1 | 국사 | 국민윤리 | 사회Ⅰ    | 지리Ⅰ    | 세계사   | 물리Ⅰ    | 화학Ⅰ    | 생물Ⅰ    | 지구과학Ⅰ | 체육     | 음악     | 미술     | 제2외국어 및 실업 | 체력장 |
| 배점 | 55    | 60   | 55        | 25   | 25       | 20 (택1) | 20 (택1) | 20 (택1) | 20 (택1) | 20 (택1) | 20 (택1) | 20 (택1)  | 40 (택1) | 40 (택1) | 40 (택1) | 20 (택1)          | 20     |

시간표
- 1교시 (90분) : 국어Ⅰ, 국사
- 2교시 (인문·자연 110분, 예체능 90분) : 수학, 사회
- 3교시 (90분) : 영어, 제2외국어 및 실업
- 4교시 (100분)
  - 인문계 : 국민윤리, 국어Ⅱ, 과학
  - 자연계 : 국민윤리, 과학
  - 예체능계 : 국민윤리, 예체능, 과학

### 1993학년도
제5차 교육과정으로 진행되었다.
- 인문계

|      | 필수 | 필수           | 필수 | 필수           | 필수 | 필수     | 선택              | 선택              | 선택        | 선택     | 선택     | 선택     | 선택     | 선택              | 기타   |
| 과목 | 국어 | 문학·문법·작문 | 영어 | 일반수학 수학Ⅰ | 국사 | 국민윤리 | 정치경제 사회문화 | 한국지리 세계지리 | 세계사      | 과학Ⅰ上  | 과학Ⅰ下  | 과학Ⅱ上  | 과학Ⅱ下  | 제2외국어 및 실업 | 체력장 |
| 배점 | 55   | 20             | 60   | 55             | 25   | 25       | 20+20 (택2)       | 20+20 (택2)       | 20+20 (택2) | 20 (택1) | 20 (택1) | 20 (택1) | 20 (택1) | 20 (택1)          | 20     |

- 자연계

|      | 필수 | 필수 | 필수           | 필수 | 필수     | 선택     | 선택     | 선택     | 선택        | 선택        | 선택        | 선택        | 선택              | 기타   |
| 과목 | 국어 | 영어 | 일반수학 수학Ⅱ | 국사 | 국민윤리 | 정치경제 | 한국지리 | 세계사   | 물리        | 화학        | 생물        | 지구과학    | 제2외국어 및 실업 | 체력장 |
| 배점 | 55   | 60   | 75             | 25   | 25       | 20 (택1) | 20 (택1) | 20 (택1) | 20+20 (택2) | 20+20 (택2) | 20+20 (택2) | 20+20 (택2) | 20 (택1)          | 20     |

- 예체능계

|      | 필수 | 필수 | 필수           | 필수 | 필수     | 선택     | 선택     | 선택     | 선택     | 선택     | 선택     | 선택     | 선택     | 선택     | 선택     | 선택              | 기타   |
| 과목 | 국어 | 영어 | 일반수학 수학Ⅰ | 국사 | 국민윤리 | 정치경제 | 한국지리 | 세계사   | 과학Ⅰ上  | 과학Ⅰ下  | 과학Ⅱ上  | 과학Ⅱ下  | 체육     | 음악     | 미술     | 제2외국어 및 실업 | 체력장 |
| 배점 | 55   | 60   | 55             | 25   | 25       | 20 (택1) | 20 (택1) | 20 (택1) | 20 (택1) | 20 (택1) | 20 (택1) | 20 (택1) | 40 (택1) | 40 (택1) | 40 (택1) | 20 (택1)          | 20     |

시간표
- 1교시 (90분) : 국어, 국사
- 2교시 (인문·자연 110분, 예체능 90분) : 수학, 사회
- 3교시 (90분) : 영어, 제2외국어 및 실업
- 4교시 (100분)
  - 인문계 : 국민윤리, 문학·문법·작문, 과학
  - 자연계 : 국민윤리, 과학
  - 예체능계 : 국민윤리, 예체능, 과학

### 기타 사항
1982학년도부터 1985학년도 학력고사에서는 영어가 필수과목은 아니었으며 외국어 선택과목 중 하나였다. 그 때문에 몇몇 학생들이 영어를 선택하지 않고 점수획득이 쉬운 일어, 독어, 불어 등을 선택하여 당시 사회적 문제가 되기도 하였다. 1988학년도 학력고사부터는 주관식이 30% 출제되었으며 선지원후시험제도로 일부 변경되었다.
선지원 후시험 제도 시행시 제2외국어와 실업을 통틀어 한 과목을 선택할 수 있었는데, 일부 10여 곳의 상위권 대학(서울대, 연세대, 고려대, 경북대, 부산대, 전남대, 전북대 등)은 전체 계열 또는 인문/사회 계열 등 일부 계열의 경우, 제2외국어를 선택한 수험생에 한해 지원 가능하였고, 실업 과목을 선택한 학생은 지원이 불가능하였다. 따라서 상위권 대학을 목표로 시험을 준비한 수험생들은 제2외국어를 선택하는 경우가 많았다. 
대학 전형은 전기, 후기로 나뉘어 있었으며 전기대 학력고사는 12월에, 후기대 학력고사는 1월에 시험을 보았다.
당시에는 대한민국이 중화민국(대만)과 외교 관계를 맺고 있었기 때문에 중국어 시험지에는 문자를 정체자로 표기하였고, 발음은 주음 부호와 한어 병음을 병기하였다.
예체능계는 사회, 과학 중 하나만 선택하고 국어Ⅱ(1993학년도에는 문학·문법·작문)를 제외했으며 나머지 40점은 체육, 음악, 미술의 이론 시험으로 채워졌다.
이외에도 전문대학을 희망하는 수험생은 국어, 수학, 영어, 국사, 국민윤리만 응시하였으며, 총 250점 만점으로 구성되어 있다.

## 연도별 학력고사 시행일
전기대 기준. 후기대 학력고사는 1월에 치렀다.
- 1982학년도 - 1981년 11월 24일 화요일
- 1983학년도 - 1982년 12월 2일 목요일
- 1984학년도 - 1983년 11월 22일 화요일
- 1985학년도 - 1984년 11월 23일 금요일
- 1986학년도 - 1985년 11월 20일 수요일
- 1987학년도 - 1986년 11월 20일 목요일
- 1988학년도 - 1987년 12월 22일 화요일
- 1989학년도 - 1988년 12월 16일 금요일
- 1990학년도 - 1989년 12월 15일 금요일
- 1991학년도 - 1990년 12월 18일 화요일
- 1992학년도 - 1991년 12월 17일 화요일
- 1993학년도 - 1992년 12월 22일 화요일

## 같이 보기
- 예비고사
- 대학수학능력시험
- 대한민국의 고등학교 교과목

## 참고 자료
- 「논쟁으로 본 한국사회 100년」, 국정 국사교과서 비판(윤종영, 대학입학 학력고사),  역사비평 편집위원회 저, 역사비평사(2000년, 336~339p)